# جواو فيريرا
جواو فيريرا (بالبرتغالية: João Ferreira‏) هو سياسي برتغالي، ولد في 20 نوفمبر 1978 بلشبونة في البرتغال. حزبياً، نشط في الكتلة الديمقراطية الموحدة ‏. في انتخابات البرلمان الأوروبي 2009، انتخب عضو في البرلمان الأوروبي عن دائرة البرتغال ‏ لترشحه ضمن  قائمة الحزب الشيوعي البرتغالي، وقد انضم خلال فترته النيابية (14 يوليو 2009 – 30 يونيو 2014)  للكتلة البرلمانية اليسار المتحد الأوروبي-اليسار الأخضر النوردي وفي انتخابات البرلمان الأوروبي 2014، انتخب عضو في البرلمان الأوروبي عن دائرة البرتغال ‏ لترشحه ضمن  قائمة الحزب الشيوعي البرتغالي، وقد انضم خلال فترته النيابية (1 يوليو 2014 – )  للكتلة البرلمانية اليسار المتحد الأوروبي-اليسار الأخضر النوردي.